# Linòleum

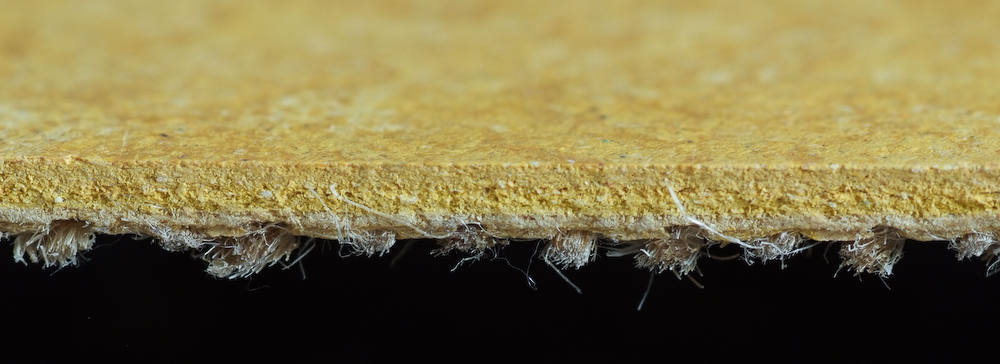
Secció transversal d'una planxa de linòleum

El  linòleum  (format per dos termes llatins linum, i oleum) és un material utilitzat per fabricar recobriments per al terra, fabricats a partir d'oli de lli solidificat i barrejat amb farina de fusta o pols de suro col·locat sobre un suport d'una lona o tela. Se li solen afegir pigments a la barreja per donar-li diferents colors.
Els terres de linòleum de més alta qualitat, anomenats inlaid («d'interior»), són extremadament durables. Aquests terres es fabriquen ajuntant i encastant peces sòlides de linòleum. Es fabriquen versions amb patrons geomètrics de linòleum en diferents gruixos o dimensions, i poden portar impreses capes més primes tot i que això els fa menys durables i es desgasten amb més facilitat al fregar-hi els peus. El linòleum de bona qualitat és prou flexible per ser utilitzat en edificis en què materials més rígids (com ara les rajoles ceràmiques) es trencarien.

## Història
El linòleum va ser inventat pel britànic Frederick Walton qui va patentar la seva fórmula el 1860. El 1864, va crear la Linoleum Manufacturing Company i cap al 1869 la fàbrica ubicada a Staines, Anglaterra, exportava a Europa i als Estats Units d'Amèrica. El 1877, el poble escocès de Kirkcaldy, a la regió de Fife, va esdevenir el major productor de linòleum del món, amb almenys sis fabricants al poble. El 1874 el linòleum va començar a fabricar-se als Estats Units per Joseph Wild Co. (posteriorment, anomenada American Linoleum Company), en un poble batejat Linoleumville, a la costa oest de Staten Island. El 1931 la companyia es va mudar a Filadèlfia i els ciutadans de Linoleumville van canviar el nom del poble com a Travis-Chelsea, Staten Island.
Des de la seva invenció l'any de 1860 fins que va ser superat en la dècada del 1950 per altres recobriments per a terres més durs, el linòleum va ser considerat un material excel·lent i barat, apropiat per recobrir zones subjectes a molt de trànsit. A la fi del segle xix i principis del segle xx, era molt utilitzat en el terra de trens i autobusos, passadissos i sales, i com a complement per a zones amb catifes. La majoria de la gent, però, associa el linòleum amb el seu ús com a material de revestiment de terres de cuines. La seva resistència a l'aigua permet un manteniment i neteja adequats en zones com hospitals i cuines.
Fins fa molt poc, en què ha estat substituït per vinílics especials, era molt usat en clíniques i hospitals pel fet que l'oli de llinosa li confereix propietats bacteri-estàtiques.